# Trung Hạ
Trung Hạ là một xã thuộc tỉnh Thanh Hóa, Việt Nam.
Được thành lập ngày 16 tháng 6 năm 2025 trên cơ sở các xã Trung Tiến, Trung Xuân, Trung Hạ của huyện Quan Sơn, xã Trung Hạ chính thức hoạt động từ ngày 1 tháng 7 năm 2025.

## Địa lý
Xã Trung Hạ nằm ở vùng cao phía tây bắc tỉnh Thanh Hóa, có vị trí địa lý:
- Phía đông giáp các xã Văn Nho, Thiết Ống, Hồi Xuân
- Phía bắc giáp các xã Nam Xuân, Hồi Xuân, Thiên Phủ
- Phía tây giáp các xã Quan Sơn, Thiên Phủ
- Phía nam giáp các xã Văn Phú, Văn Nho.

Xã Trung Hạ có diện tích tự nhiên 123,86 km², quy mô dân số năm 2024 là 9.289 người, mật độ dân số đạt 75 người/km².
Quốc lộ 217 chạy qua địa bàn xã Trung Hạ.

## Lịch sử
Trước Cách mạng tháng Tám năm 1945, địa bàn xã Trung Hạ chiếm phần lớn đất mường Chự (gồm 3 xã Ái Thượng, Ái Hạ, Ái Xuân thuộc tổng Cổ Nam) và một phần đất mường Ca Da (là một phần xã Hồi Xuân thuộc tổng Phú Lệ) cùng thuộc châu Quan Hóa. Sau Cách mạng tháng Tám, các xã Ái Thượng, Ái Hạ, Ái Xuân sáp nhập thành xã Trung Hạ.
Ngày 13 tháng 4 năm 1966, Bộ Nội vụ ban hành Quyết định số 98-NV. Theo đó:
- Thành lập xã Trung Xuân gồm một phần xã Hồi Xuân (nay gồm 4 bản Muỗng, Phú Nam, Phụn, Piềng Phố) và xã Trung Hạ (gồm 3 bản Cạn, La, Mòn hiện nay)
- Thành lập xã Trung Thượng gồm 12 bản: Bách, Bàng, Bôn, Cum, Đe Nọi (nay là bản Đe), Khạn, Lầm, Lốc, Máy, Ngàm, Pọng Đe (bản Pọng hiện nay), Tong
- Xã Trung Hạ còn 6 bản: Bá, Din, Lang, Lợi, Xanh, Xầy.

Ngày 18 tháng 11 năm 1996, 3 xã Trung Xuân, Trung Hạ, Trung Thượng chuyển sang trực thuộc huyện Quan Sơn mới thành lập.
Ngày 23 tháng 12 năm 2008, Chính phủ ban hành Nghị định số 11/NĐ-CP (có hiệu lực từ ngày 18 tháng 1 năm 2009). Theo đó, tách phần phía đông của xã Trung Thượng để thành lập xã Trung Tiến; xã Trung Tiến có 4.405,5 ha và 2.935 người. Địa bàn hiện nay của xã Trung Hạ bao gồm địa bàn các xã Trung Xuân, Trung Hạ, Trung Tiến khi ấy.
Ngày 16 tháng 6 năm 2025, huyện Quan Sơn bị giải thể do bỏ cấp huyện; xã Trung Hạ được thành lập theo Nghị quyết số 1686/NQ-UBTVQH15 của Ủy ban Thường vụ Quốc hội trên cơ sở sáp nhập toàn bộ diện tích tự nhiên và quy mô dân số của 3 xã Trung Tiến, Trung Xuân, Trung Hạ. Xã này chính thức hoạt động từ ngày 1 tháng 7 năm 2025, là đơn vị hành chính trực thuộc tỉnh Thanh Hóa.

## Hành chính
Xã Trung Hạ có 22 tổ chức tự quản. Dưới đây là danh sách các tổ chức tự quản theo địa giới từng xã cũ:
| Mã    | Tên xã     | Hành chính        | Hành chính                                               |
| Mã    | Tên xã     | Số lượng          | Danh sách                                                |
| ----- | ---------- | ----------------- | -------------------------------------------------------- |
| 14995 | Trung Xuân | 7 bản             | Cạn, La, Mòn, Muỗng, Phú Nam, Phụn, Piềng Phố            |
| 14999 | Trung Tiến | 7 bản, 1 tiểu khu | Các bản: Chè, Cum, Đe, Lầm, Lốc, Pọng, Tong; tiểu khu 22 |
| 15001 | Trung Hạ   | 7 bản             | Bá, Chiềng Xầy, Din, Lang, Lợi, Xanh, Xầy                |